# Лохтиново
Лохтиново (пол. Łochtynowo) — село в Польщі, у гміні Ломжа Ломжинського повіту Підляського воєводства.
Населення — 151 особа (2011).
У 1975-1998 роках село належало до Ломжинського воєводства.

## Демографія
Демографічна структура станом на 31 березня 2011 року:
|          | Загалом | Допрацездатний вік | Працездатний вік | Постпрацездатний вік |
| -------- | ------- | ------------------ | ---------------- | -------------------- |
| Чоловіки | 68      | 19                 | 41               | 8                    |
| Жінки    | 83      | 29                 | 43               | 11                   |
| Разом    | 151     | 48                 | 84               | 19                   |